# Le Trait
Le Trait és un municipi francès situat al departament del Sena Marítim i a la regió de Normandia. L'any 2007 tenia 5.186 habitants.

## Demografia

### Població
El 2007 la població de fet de Le Trait era de 5.186 persones. Hi havia 2.124 famílies de les quals 652 eren unipersonals (224 homes vivint sols i 428 dones vivint soles), 612 parelles sense fills, 608 parelles amb fills i 252 famílies monoparentals amb fills.
La població ha evolucionat segons el següent gràfic:
Habitants censats

### Habitatges
El 2007 hi havia 2.294 habitatges, 2.176 eren l'habitatge principal de la família, 18 eren segones residències i 100 estaven desocupats. 1.398 eren cases i 880 eren apartaments. Dels 2.176 habitatges principals, 1.052 estaven ocupats pels seus propietaris, 1.105 estaven llogats i ocupats pels llogaters i 19 estaven cedits a títol gratuït; 114 tenien una cambra, 146 en tenien dues, 509 en tenien tres, 757 en tenien quatre i 650 en tenien cinc o més. 1.391 habitatges disposaven pel capbaix d'una plaça de pàrquing. A 1.097 habitatges hi havia un automòbil i a 668 n'hi havia dos o més.

### Piràmide de població
La piràmide de població per edats i sexe el 2009 era:
| Homes | Edats   | Dones |
| ----- | ------- | ----- |
| 0     | 95 o +  | 0     |
| 4     | 90 a 94 | 20    |
| 12    | 85 a 89 | 32    |
| 44    | 80 a 84 | 56    |
| 100   | 75 a 79 | 112   |
| 76    | 70 a 74 | 156   |
| 152   | 65 a 69 | 172   |
| 104   | 60 a 64 | 180   |
| 100   | 55 a 59 | 112   |
| 176   | 50 a 54 | 184   |
| 160   | 45 a 49 | 192   |
| 204   | 40 a 44 | 156   |
| 184   | 35 a 39 | 232   |
| 232   | 30 a 34 | 188   |
| 196   | 25 a 29 | 164   |
| 156   | 20 a 24 | 132   |
| 224   | 15 a 19 | 188   |
| 224   | 10 a 14 | 188   |
| 184   | 5 a 9   | 140   |
| 136   | 0 a 4   | 116   |

## Economia
El 2007 la població en edat de treballar era de 3.266 persones, 2.195 eren actives i 1.071 eren inactives. De les 2.195 persones actives 1.873 estaven ocupades (1.053 homes i 820 dones) i 322 estaven aturades (163 homes i 159 dones). De les 1.071 persones inactives 294 estaven jubilades, 260 estaven estudiant i 517 estaven classificades com a «altres inactius».

### Ingressos
El 2009 a Le Trait hi havia 2.252 unitats fiscals que integraven 5.251 persones, la mediana anual d'ingressos fiscals per persona era de 15.964 €.

### Activitats econòmiques
Dels 157 establiments que hi havia el 2007, 5 eren d'empreses alimentàries, 1 d'una empresa de fabricació de material elèctric, 21 d'empreses de fabricació d'altres productes industrials, 19 d'empreses de construcció, 36 d'empreses de comerç i reparació d'automòbils, 7 d'empreses de transport, 12 d'empreses d'hostatgeria i restauració, 9 d'empreses financeres, 7 d'empreses immobiliàries, 12 d'empreses de serveis, 14 d'entitats de l'administració pública i 14 d'empreses classificades com a «altres activitats de serveis».
Dels 46 establiments de servei als particulars que hi havia el 2009, 1 era una gendarmeria, 1 oficina de correu, 3 oficines bancàries, 2 funeràries, 4 tallers de reparació d'automòbils i de material agrícola, 1 taller d'inspecció tècnica de vehicles, 2 autoescoles, 3 paletes, 1 guixaire pintor, 2 fusteries, 3 lampisteries, 4 electricistes, 1 empresa de construcció, 8 perruqueries, 6 restaurants, 2 agències immobiliàries, 1 tintoreria i 1 saló de bellesa.
Dels 26 establiments comercials que hi havia el 2009, 3 eren supermercats, 3 botiges de menys de 120 m², 4 fleques, 7 carnisseries, 1 una botiga de congelats, 1 una peixateria, 2 botigues de roba, 2 botigues d'electrodomèstics, 1 una botiga de material de revestiment de parets i terra i 2 floristeries.

## Equipaments sanitaris i escolars
El 2009 hi havia 1 psiquiàtric, 2 farmàcies i 1 ambulància.
El 2009 hi havia 3 escoles maternals i 3 escoles elementals. Le Trait disposava d'un col·legi d'educació secundària amb 422 alumnes.

## Poblacions més properes
El següent diagrama mostra les poblacions més properes.